# Earle Cathers Westwood
Pour les articles homonymes, voir Westwood.
Earle Cathers Westwood (13 septembre 1909-14 août 1980) est un homme politique canadien de la Colombie-Britannique. Il est député provincial libéral de la circonscription britanno-colombienne de Nanaimo and the Islands de 1956 à 1963.
Westwood occupe le poste de ministre du Commerce de l'Industrie, de ministre de la Récréation et de la Conservation, ainsi que ministre des Transports,.

## Biographie
Né à East Wellington dans le district de Nanaimo sur l'île de Vancouver, Westwood débute en affaire en devenant propriétaire de la Westwood Funeral Home. Il débute en politique en siégeant comme conseiller municipal de Nanaimo entre 1945 et 1949. Il est par la suite maire de la ville de 1950 à 1952 et à nouveau en 1956. Il siège également au conseil scolaire local .
Après avoir quitté la politique, Westwood devient agent-général (en) de la province à Londres. Il prend sa retraite en octobre 1968.
Pearson meurt à Nanaimo en août 1980 à l'âge de 70 ans. Sa conjointe Sheila meurt 35 ans plus tard en 2015 à l'âge de 100 ans.